# DWSIM
DWSIM è un simulatore di processi chimici open source compatibile con lo standard CAPE-OPEN, disponibile per Windows, Linux e Mac. DWSIM è progettato sulle piattaforme Microsoft .NET e Mono e fornisce una interfaccia grafica utente (GUI), calcoli termodinamici avanzati, supporto alle reazioni e caratterizzazione del petrolio / strumenti di generazione dei componenti ipotetici.
Alla Build 4235, DWSIM è in grado di simulare, in stato stazionario, processi di equilibrio liquido-vapore e liquido-liquido-vapore con i seguenti modelli termodinamici ed operazioni unitarie:
- Modelli termodinamici: PC-SAFT, Peng-Robinson, Soave-Redlich-Kwong, Lee-Kesler, Lee-Kesler-Plöcker, UNIFAC(-LL), Modified UNIFAC (Dortmund), UNIQUAC, NRTL, COSMO-SAC, Chao-Seader, Grayson-Streed e legge di Raoult.
- Operazioni unitarie: socket  CAPE-OPEN, miscelatore, splitter, separatore, pompa, compressore, espansore, riscaldatore, raffreddatore, valvola, segmento di tubo, colonna con metodo semplificato, scambiatore di calore, reattori (conversione, PFR, CSTR, equilibrio e Gibbs), colonna di distillazione, assorbitore semplice/ con riflusso/con ribollitore, separatore di componente e orifizio tarato.
- Utilità: diagramma di fase, idrati di metano, proprietà dei componenti puri, punto critico, dimensionamento PSV, dimensionamento serbatoi, foglio di calcolo e proprietà a freddo del petrolio.
- Strumenti: generatore di componenti ipotetici, bulk C7+/caratterizzaione delle curve di distillazione del petrolio, gestore delle reazioni e creatore di componenti utente.
- Analisi ed ottimizzazione del processo: utilità per analisi di sensitività, ottimizzatore multivariato con vincoli al contorno.
- Extra: supporto per script runtime, estensioni e oggetti per il monitoraggio di diagrammi di flusso CAPE-OPEN.